# Filippo Magli
Filippo Magli (Empoli, 29 aprile 1999) è un ciclista su strada italiano che corre per il team VF Group-Bardiani CSF-Faizanè; è professionista dal 2023.

## Carriera
Nativo di Empoli, in provincia di Firenze, vive a Fibbiana frazione di Montelupo Fiorentino. Suo padre è un pescivendolo e sua madre lavora come donna delle pulizie. Inizia a pedalare intorno ai sette anni, tra i giovanissimi del Velo Club Empoli. Anche il fratello minore Lorenzo è un ciclista. Dopo i trascorsi tra gli Esordienti e gli Allievi con la San Miniato Ciclismo, e tra gli Juniores con il G.S. Stabbia, nel 2018 passa tra gli Under-23 con la Mastromarco Sensi Nibali diretta da Gabriele Balducci. Gareggia cinque anni con la formazione pistoiese, quattro da Under-23 e uno da Elite, aggiudicandosi tre corse.
Nel 2023 passa professionista con il ProTeam Green Project-BardianiCSF-Faizanè, dopo averne già vestito la maglia come tirocinante per due volte, a fine 2021 e fine 2022. Al primo anno viene selezionato per correre il Giro d'Italia.

## Palmarès

### Strada
- 2017 (Juniores)

Trofeo Commercio Industria ed Artigianato
- 2020 (Mastromarco-Sensi-Fc Nibali)

Gran Premio Città di Vinci
- 2021 (Mastromarco-Sensi-Fc Nibali)

Trofeo Comune di Lastra a Signa
- 2022 (Mastromarco-Sensi-Fc Nibali)

Coppa Penna
- 2023 (Green Project-BardianiCSF-Faizanè, una vittoria)

Muur Classic Geraardsbergen

## Piazzamenti

### Grandi giri
- Giro d'Italia

2023: 105º
2025: 116º

### Classiche monumento
- Milano-Sanremo

2023: 64º
2024: 50º
- Giro di Lombardia

2023: 87º